# Sakai Yoji
Yoji Sakai (sinh ngày 13 tháng 12 năm 1977) là một cầu thủ bóng đá người Nhật Bản.

## Sự nghiệp câu lạc bộ
Yoji Sakai đã từng chơi cho Thespa Kusatsu.